# Palazzo dell'AIFA

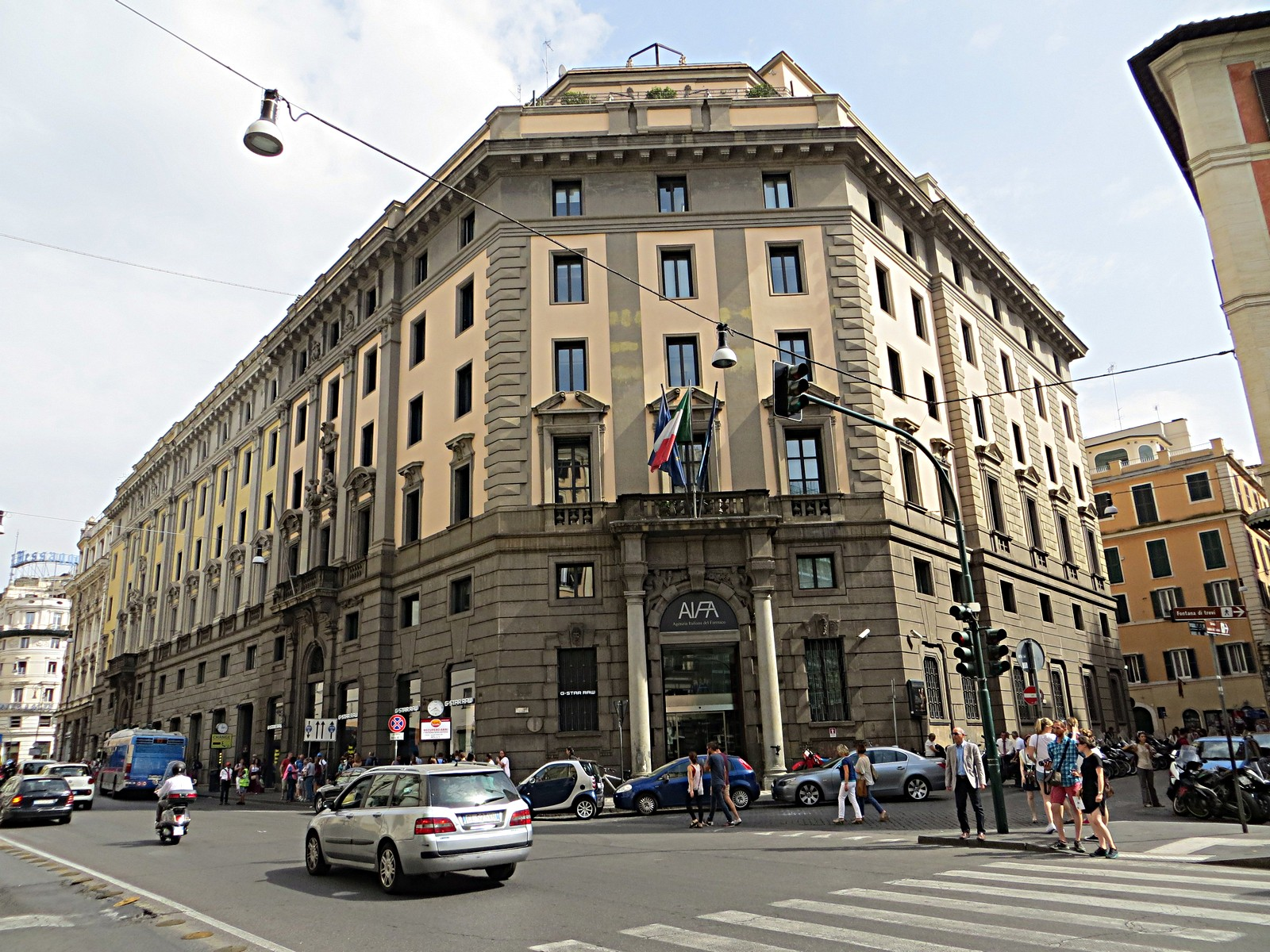
Vista do palácio a partir da Via del Tritone.

Palazzo dell'AIFA é um palácio localizado no cruzamento da Via del Tritone (nº 181) com a Via della Panetteria, no rione Trevi de Roma, com uma fachada também na Via dei Maroniti. É a sede da Agenzia Italiana del Farmaco.